# Juncus rhotangensis
Juncus rhotangensis är en tågväxtart som beskrevs av A.K. Goel och B.S. Aswal. Juncus rhotangensis ingår i släktet tåg, och familjen tågväxter. Inga underarter finns listade i Catalogue of Life.